# Никольско-Трубецкой сельсовет
Никольско-Трубецкой сельсовет — упразднённая административно-территориальная единица, существовавшая на территории Московской губернии и Московской области до 1934 года.
Никольско-Трубецкой сельсовет был образован в первые годы советской власти. По данным 1924 года он входил в состав Разинской волости Московского уезда Московской губернии.
По данным 1926 года в состав сельсовета входили село Никольское-Трубецкое и посёлок Горобово.
12 июля 1929 года Никольско-Трубецкой с/с был отнесён к Реутовскому району Московского округа Московской области.
23 июля 1930 года Московский округ был упразднён и Реутовский район перешёл в прямое подчинение Московской области.
7 января 1934 года Никольско-Трубецкой с/с был упразднён. При этом его территория (селения Горбово и Никольско-Трубецкое) была передана Пехра-Покровскому с/с.